# Fredede fortidsminder i Tårnby Kommune
Denne liste over fredede fortidsminder i Tårnby Kommune viser alle fredede fortidsminder i Tårnby Kommune. Listen bygger på data fra Kulturarvsstyrelsen.
| Stednavn         | Type        | Datering                          | Seværdighed (Verdensarv, National, Lokal, Nej) | ID (Link til Kulturarv.dk) | Koordinater                                   | Billede     | Bemærkning |
| ---------------- | ----------- | --------------------------------- | ---------------------------------------------- | -------------------------- | --------------------------------------------- | ----------- | ---------- |
| Barakke Batteri  | Befæstning  | Historisk Tid (ca. 1067 til 2009) | Nej                                            | 190869                     | 55°39′56″N 12°44′48″Ø / 55.66549°N 12.74661°Ø | Upload foto |            |
| Saltholm Skanse  | Skanse      | Historisk Tid (ca. 1067 til 2009) | Nej                                            | 190218                     | 55°39′07″N 12°45′37″Ø / 55.65186°N 12.76024°Ø | Upload foto |            |
| Saltholm Skanse  | Skanse      | Historisk Tid (ca. 1067 til 2009) | Nej                                            | 190219                     | 55°38′12″N 12°46′20″Ø / 55.63656°N 12.77215°Ø | Upload foto |            |
| Saltholm Batteri | Skanse      | Historisk Tid (ca. 1067 til 2009) | Nej                                            | 190220                     | 55°38′10″N 12°44′23″Ø / 55.63611°N 12.73969°Ø | Upload foto |            |
| Storkestenen     | Sagnsten    | Historisk Tid (ca. 1067 til 2009) | Nej                                            | 166119                     | 55°36′59″N 12°37′52″Ø / 55.61647°N 12.63100°Ø | Upload foto |            |
| Storkestenen     | Mindesmærke | Nyere tid (ca. 1946 til 1949)     | Nej                                            | 166119                     | 55°36′59″N 12°37′52″Ø / 55.61647°N 12.63100°Ø | Upload foto |            |